# Archaeocyatha
У групу Archaeocyatha убрајају се организми касног прекамбријума и раног камбријума (погледај схему геолошке историје групе), који су данас познати само у фосилном облику. Филогенетска припадност ове групе организама је дуго била непозната, чак се претпостављало да су у питању различите кречњачке алге. Највероватније су археоцијате праве вишећелијске животиње, припадници типа Porifera (сунђери).